# Paragiopagurus tuberculosus
Paragiopagurus tuberculosus är en kräftdjursart som först beskrevs av de Saint Laurent 1972.  Paragiopagurus tuberculosus ingår i släktet Paragiopagurus och familjen Parapaguridae. Inga underarter finns listade i Catalogue of Life.